# The Chalets
The Chalets fue una banda irlandesa  de rock procedente de Irlanda.

## Historia
El grupo se formó en 2001 y poco a poco comenzó a tocar en varios locales de Dublín
En 2004 graban su primer sencillo, de nombre "Theme From Chalets", y la buena acogida del mismo les llevó a sacar un EP de nombre "Nightrock", con el que llegaron a meterse en la lista de singles irlandeses. Esto llevó a que la discográfica inglesa Setanta Records se interesara por ellos. Finalmente editarían con ellos su primer LP, "Check In", en 2005. Ese mismo año The Chalets ganaría el Meteor Music Awards, los premios que otorga la industria discográfica irlandesa, al "Mejor grupo revelación de 2005".
Varios de sus temas como "Sexy Mistake" o "Nightrocker" han formado parte de la banda sonora de la serie americana Anatomía de Grey, y también han aportado algunas canciones para otros programas de televisión. El grupo ha actuado en España en lugares como la sala Razzmatazz de Barcelona.
La banda anunció su separación a través de su página de MySpace el 15 de febrero de 2008.

## Discografía

### Álbumes de estudio
- 2005: "Check In" (Setanta Records)